# NGC 5646
NGC 5646 este o liner situată în constelația Boarul. A fost descoperită în 29 aprilie 1881 de către Édouard Stephan⁠(d). Se află la o distanță de 126 de megaparseci de Pământ.